# Calf Sound
El Calf Sound (en manés: Yn Cheyllys; en español, 'sonda del Becerro') es una masa de agua que separa la isla de Calf of Man de la isla de Man, a la que pertenece administrativamente. El Calf Sound, es hidrográficamente, un estrecho, de alrededor de 640 m de ancho en el que está la pequeña isleta de Kitterland, donde se sitúa una colonia de más de treinta focas.
Hay un centro de visitantes cercano a Calf Sound, con exposiciones multimedia sobre la vida salvaje y la historia del entorno. El centro, operado por el Manx National Heritage [Patrimonio nacional de la Isla de Man], cuenta con un café con asientos tanto en el interior como en el exterior. El edificio, erigido para albergar un centro de visitantes, fue diseñado para minimizar el impacto visual al mirar hacia el Calf of Man, lo cual fue conseguido cubriendo la terraza del edificio con tepes.
El nombre «calf» proviene del término nórdico antiguo «kalfr», que significa «isla pequeña cerca de otra más grande».
Hay un estacionamiento disponible en el edificio. También había un servicio de autobús, que comunicaba el Calf Sound con Port Erin cada hora, pero el servicio dejó de funcionar en 2024.